# Дегтяренко, Константин Николаевич
Константин Николаевич Дегтяренко — советский хозяйственный, государственный и политический деятель, Герой Социалистического Труда.

## Биография
Родился в 1911 году в Екатеринославе. Член КПСС.
С 1930 года — на хозяйственной, общественной и политической работе. В 1930—1975 гг. — разнорабочий, мастер, заместитель начальника цеха на Кузнецком металлургическом комбинате, участник советско-финляндской войны, председатель колхоза имени Димитрова Новокузнецкого района Кемеровской области.
Указом Президиума Верховного Совета СССР от 23 июня 1966 года присвоено звание Героя Социалистического Труда с вручением ордена Ленина и золотой медали «Серп и Молот».
Умер в селе Костенково Новокузнецкого района в 1990 году.